# K·南迪妮·辛格拉
K·南迪妮·辛格拉（1973年1月27日—），印度外交官，现任印度文化关系委员会总干事，曾任印度驻毛里求斯高级专员、印度驻葡萄牙大使等職務。

## 经历
K·南迪妮·辛格拉出身卡納塔卡邦胡布利，擁有孟買大學政治學和國際關係碩士學位與賈瓦哈拉爾·尼赫魯大學外交研究哲學碩士學位。會卡納達語、印地語、英語和法語。
1997年，辛格拉進入印度外事服務部。1999年至2002年，在印度驻法國大使馆先後担任三等秘书、二等政治、文化和媒体秘书，开始了她的外交生涯。2003年至2005年在外交部担任联合国政治司副处长，主要负责联合国维和与联合国安理会事务。2005年至2008年，在印度驻孟加拉国高级专员公署担任一等经济和商务秘书兼大法官办公室主任，主要负责印度-孟加拉国经济和商务合作、印度在孟加拉国的发展援助项目以及大法官办公室行政事务。2009年至2011年在印度駐聯合國日內瓦常駐代表團先後擔任一等祕書和參贊（經濟），負責多邊貿易和經濟事務，如知識產權、貿易與發展、南南合作和全球互聯網治理。2012年3月至2015年4月，擔任外交部美洲司副司长，處理印度與美國和加拿大的關係。2015年4月至2016年6月，擔任外交部西歐司司長，負責印度與歐盟、英國、法國、德國、荷蘭、西班牙、意大利、比利時、葡萄牙、盧森堡、愛爾蘭、摩納哥和安道爾的關係。
2016年7月至2020年12月担任印度驻葡萄牙大使。
2020年10月1日，辛格拉被任命为下一任印度驻毛里求斯高级专员，12月20日到任。2021年1月5日向毛里求斯总统普里特维拉杰辛格·鲁蓬递交国书。2024年11月20日离任。
2024年11月21日，出任印度文化关系委员会总干事。

## 家庭
K·南迪妮·辛格拉的丈夫桑吉沃·辛格拉为现任印度驻以色列大使。